# Mort et Transfiguration

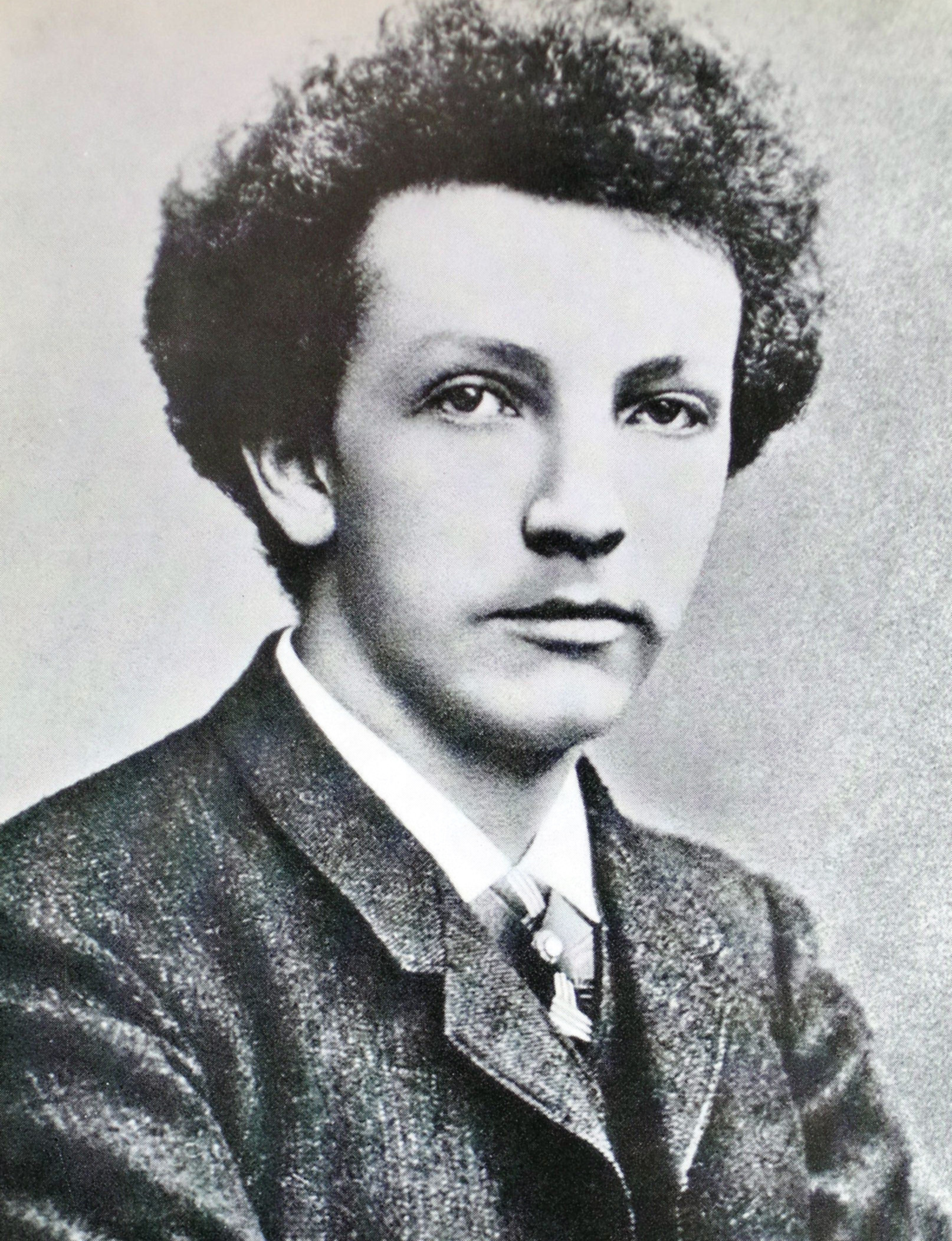
Richard Strauss

Tod und Verklärung, op. 24 (en français Mort et transfiguration) est un poème symphonique écrit par Richard Strauss (1864-1949) entre 1888 et 1889 (partition achevée le 18 novembre).
Chronologiquement, il s'agit d'une œuvre de jeunesse, l'auteur ayant à peine 25 ans et venant d'achever son Don Juan.
Il s'agit d'une partition d'inspiration métaphysique décrivant, d'après une lettre écrite par Strauss en 1894, la dernière heure d'un artiste. Cette thématique, visant à sublimer un personnage malgré une fin tragique, se retrouve tout au long de son œuvre : Don Juan, mais aussi Till l'Espiègle, Don Quichotte ou Macbeth. Alexander Ritter, un poète ami du musicien, composa quelques strophes pour aider à expliquer la partition à la demande de Strauss.
La première eut lieu au festival de musique d'Eisenach le 21 juin 1890 sous la direction du compositeur.
Certains de ses thèmes ont été repris dans la dernière partie d’Une vie de héros, et également dans ses Vier letzte Lieder.
L'exécution demande environ un peu plus de 25 minutes. Ou 21'52 par Jascha Horenstein et le London symphony orchestra (Chandos, 1973, rééd. 1992).